# Lenka Machoninová
Lenka Foletti Machoninová (* 11. července 1951 v Praze) je česká herečka.

## Život
Narodila se v rodině divadelníka a překladatele Sergeje Machonina. V roce 1972 vystudovala herectví na Divadelní fakultě Akademie múzických umění. První angažmá získala v Jihočeském divadle v Českých Budějovicích. Od roku 1976 působila v pražském Divadle na okraji režiséra Zdeňka Potužila. Poté, co divadlo ukončilo svou činnost, hrála v letech 1986 – 1989 v souboru Laterny magiky se skupinou Alfréd a spol.
Po sezóně (1990) věnované pouličnímu divadlu, založila v roce 1991, s manželem Albertem Folettim, potulný Cirkus Giroldón . Za tu dobu procestoval Cirkus Giroldón bezmála celou Evropu (Itálie, Francie, Anglie, Irsko, Dánsko, Portugalsko, Švýcarsko, Německo, Rumunsko, Čechy, Slovensko,…) a zahrál stovky představení. V posledních letech vystupují Lenka a Alberto každé léto také v Rusku, na Sibiři a v roce 2016 zavítal Cirkus Giroldón do Gruzie.

## Divadelní role

### Národní divadlo
- 1969 Kristýna – Ladislav Stroupežnický: Naši furianti [1]

### Jihočeské divadlo
- 1973 Adriana – William Shakespeare: Komedie plná omylů [6]
- 1973 Jiřina – Jan Otčenášek, František Kožík: Cesta z bludiště [7]
- 1973 Beatrice Rasponi – Carlo Goldoni: Sluha dvou pánů [8]
- 1973 Káťa – Michail Roščin: Valentin a Valentina [9]
- 1973 Henrik Ibsen: Peer Gynt (na otáčivém hledišti v Českém Krumlově)
- 1973 Barbara Worthová – Cyril Campion: Noční můra [10]
- 1974 Sulla – Karel Čapek: R.U.R. [11]
- 1974 Antiochova žena / Lychorida – William Shakespeare: Perikles [12]
- 1974 Noemi – Adolf Rudnicki: Nemilovaná [13]
- 1975 Stará dvorní dáma – Olga Friedrichová: Princezna Žofinka a drak Dynamit [14]
- 1975 Eva – Otto Zelenka: Bumerang [15]

### Divadlo na okraji
- 1977 Lucius Annaeus Seneca: ... aneb Faidra
- 1979 Arlecchina – Jiří Šotola: Kuře na rožni
- Nikolaj Leskov: Labuť která škrtí (Lady Macbeth Mcenského újezdu)
- 1980 Jasuši Inoue: Lovecká puška (The Hunting Gun, 猟銃, část představení Všech svátek - Monology I)
- 1981 Anton Pavlovič Čechov, Zdena Hadrbolcová: Ach kdybyste věděli s jak okouzlující ženou jsem se seznámil v Jaltě
- Jack London: Návod, jak hledat zlato
- 1984 Markétka – Johann Wolfgang von Goethe: Faust

### Národní divado Brno
- 1984 kolektiv autorů: Cesty – společný projekt Divadla na okraji, Divadla na provázku, HaDivadla a Studia Ypsilon [16]

### Alfréd a spol
- 1986 Deklaunizace, původně představení Ctibora Turby a Pierra Bylanda Traversée du désert, které bylo uvedeno v Remeši v roce 1983. Následně bylo uvedeno v Théâtre national de Chaillot v Paříži a na festivalu Akademie der Künste v Berlíně. Pražská premiéra proběhla 17. října 1986 v Juniorklubu Na Chmelnici. Hráli: klauni – Lenka Machoninová, Jiří Sova, Lubomír Piktor, Mirka Vydrová, Jiří Reidinger, osvětář – Milan Šteindler. Režie: Ctibor Turba, scéna: Jiří Sopko, kostýmy: Irena Marečková, hudba: André Chamoux.[17]
- 1987 Alfred & spol. v noci čili Excentrická burleska v Tabarin baru,  Premiéra:  1987 (Tabarin bar Praha),  Choreografie:  Jiří Sova, Josef Fuksa,  Režijní supervize:  Jakub Korčák , Obsazení:  Lenka Machoninová, Miroslava Vydrová, Jiří Reidinger, Jiří Sova, Ľubomír Piktor[18].
- 1989 Archa bláznů

### Cirkus Giroldón
- 1990 Malá Klauniáda, Choreografie: Josef Fuksa, Alberto Foletti, Lenka Machoninová,  Režije: Alberto Foletti, Lenka Machoninová, Obsazení:  Alberto Foletti, Lenka Machoninová, hudba: Danilo Moccia.
- 1991 Cirkus I, Choreografie: Josef Fuksa, Alberto Foletti, Lenka Machoninová,  Režije: Alberto Foletti, Lenka Machoninová, Obsazení:  Alberto Foletti, Lenka Machoninová, hudba: Danilo Moccia.
- 1995 Cirkus II: Beda Lak, Choreografie: Josef Fuksa, Alberto Foletti, Lenka Machoninová,  Režije: Alberto Foletti, Lenka Machoninová, Obsazení:  Alberto Foletti, Lenka Machoninová, hudba: Danilo Moccia.
- 2000 Medvěd Modrý, Choreografie: Alberto Foletti, Lenka Machoninová,  Režije: Alberto Foletti, Lenka Machoninová, Obsazení:  Alberto Foletti, Lenka Machoninová, scéna: Jiří Sopko, hudba: Danilo Moccia.
- 2005 Bláznivý strach nemá krátké nohy, Choreografie: Alberto Foletti, Lenka Machoninová,  Režije: Alberto Foletti, Lenka Machoninová, Obsazení:  Alberto Foletti, Lenka Machoninová, scéna: Jiří Sopko, hudba: Danilo Moccia.
- 2010 Blázen, Choreografie: Alberto Foletti, Lenka Machoninová,  Režije: Alberto Foletti, Lenka Machoninová, Obsazení:  Alberto Foletti, Lenka Machoninová, scéna: Jiří Sopko, hudba: Danilo Moccia.

## Filmografie
- 1962 Letos v září
- 1970 Jsem nebe
- 1974 30 případů majora Zemana (televizní seriál – dvě epizody)
- 1974 Co budeme dělat v sobotu (televizní film)
- 1977 Osada Havranů
- 1979 Jak rodí chlap
- 1980 Temné slunce
- 1980 Blues pro EFB
- 1982 Plaché příběhy
- 1984 Fešák Hubert
- 1985 Skalpel, prosím
- 1985 Já nejsem já
- 1986 Bumerang (televizní film)
- 1986 Tulakóna
- 1988 The Raggedy Rawney
- 1989 Masseba
- 1998 La barba del buon Dio
- 1999 Il sale della terra